# Benita Uribarrena Bollaín
Benita Uribarrena Bollaín (Durango, 16 de marzo de 1922 - Le Soler, 12 de octubre de 2011) fue militante del Partido Comunista de España y activista de la Unión de Mujeres Antifranquistas Española. También tomó parte en la Resistencia francesa durante la Segunda Guerra Mundial y fue condecorada por ello.

## Biografía

#### Primeros años y Guerra Civil
Su madre, Benita Bollaín Bilbao, era comunista y regentaba un quiosco de prensa en la plaza de Ezkurdi de Durango, de ahí que le llamaran “Benita la Periodista”. Fue la que adelantó la proclamación de la II República, por lo que fue detenida.
Su padre, Santiago Uribarrena Munitxa, activista socialista, trabajaba en el ferrocarril y fue detenido por su relación con las huelgas de octubre de 1934. Obligado por la Guardia Civil a meterse en el río para sacar las armas que escondían, en pleno mes de diciembre, enfermó gravemente y falleció días después. Su funeral civil fue el 30 de diciembre de 1934 y fue el primero que se celebró en Durango.
Benita era la más joven de cuatro hermanos. Con 15 años fue evacuada de Durango, junto a una de sus hermanas y su madre, tras los bombardeos que sufrió esta localidad el 31 de marzo de 1937. Las tres llegaron a Francia en junio de ese año a bordo del buque Habana.

#### Exilio
Una vez en Francia, comenzó a trabajar como empleada de hotel  y afianzó su compromiso político empezando su labor como correo del PCE en la clandestinidad y guiando a personas que huían por los pasos fronterizos de los Pirineos orientales.
En 1944 se incorporó a la Resistencia francesa y le detuvieron un año después al encontrarle con dinero y papeles comprometedores. Solo permaneció un mes en la cárcel debido a la liberación de Francia. En el año 2000 fue condecorada en Francia como integrante de la Resistencia.
Uribarrena vivió la mayor parte de su vida en Le Soler. Entre otros trabajos, fue empleada en casa del violoncelista Pau Casals, republicano catalán que también estuvo exiliado.

#### Homenaje
El 12 de mayo de 1989, después de 52 años, pudo regresar por primera vez a Durango. No pudo estar más que un día porque su marido se puso enfermo y tuvieron que regresar a Francia.
El Ayuntamiento de Durango ha dado el nombre de Benita Uribarrena a un parque de esta localidad como símbolo de la lucha de las mujeres contra el franquismo. El parque fue inaugurado el 6 de octubre de 2017.